# Medaillespiegel van de Olympische Winterspelen 2010

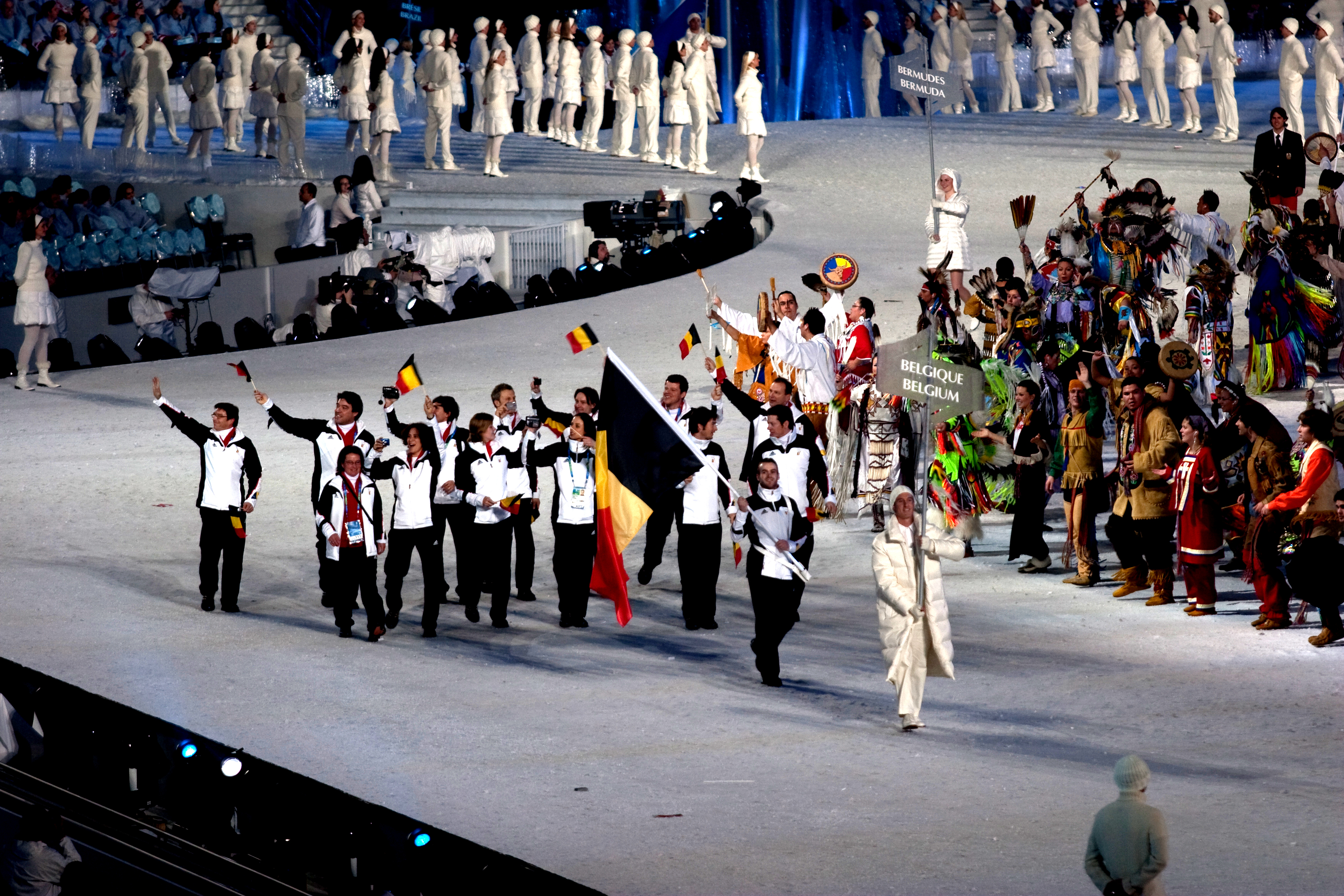
De Belgische equipe tijdens de openingsceremonie

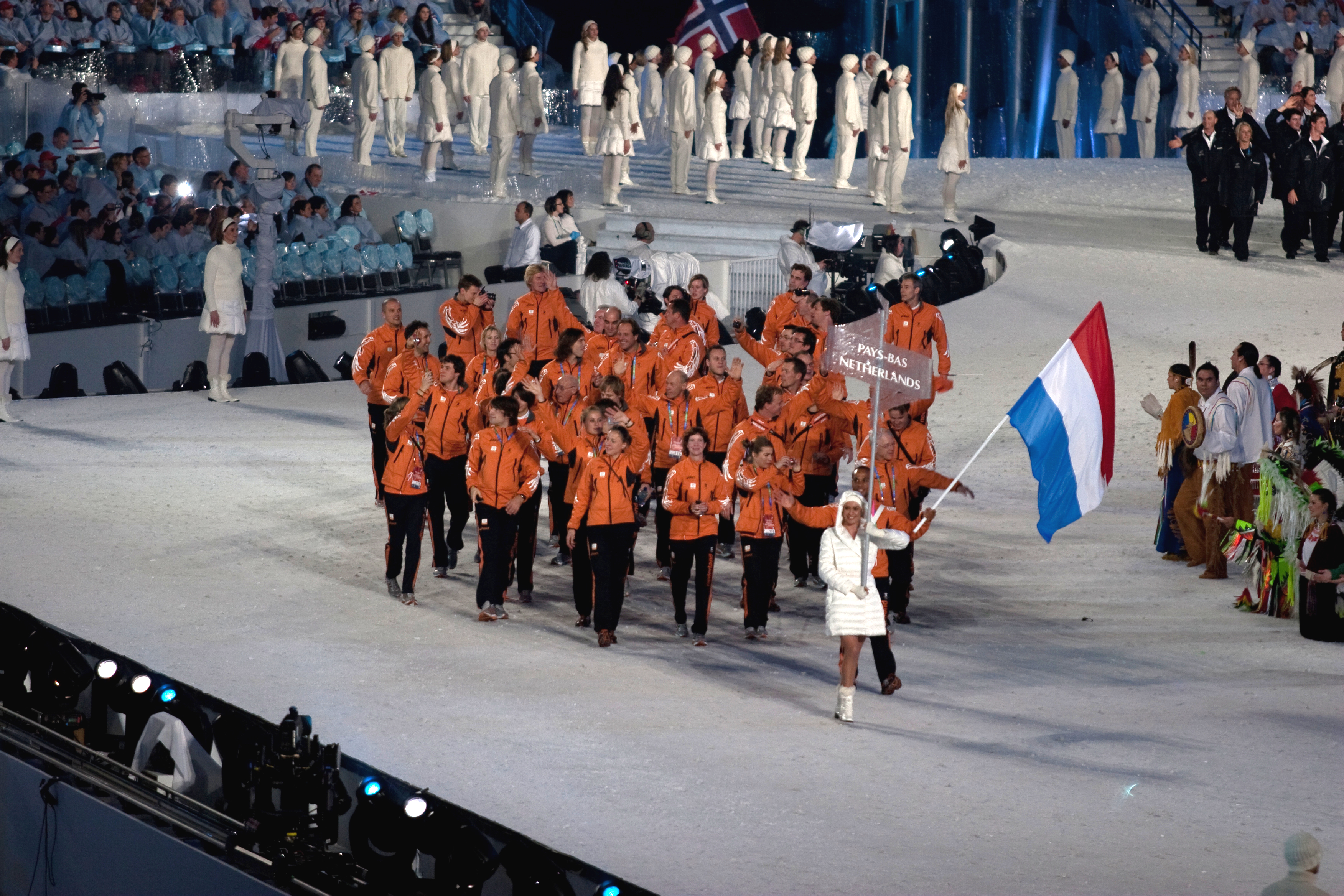
De Nederlandse ploeg tijdens de openingsceremonie

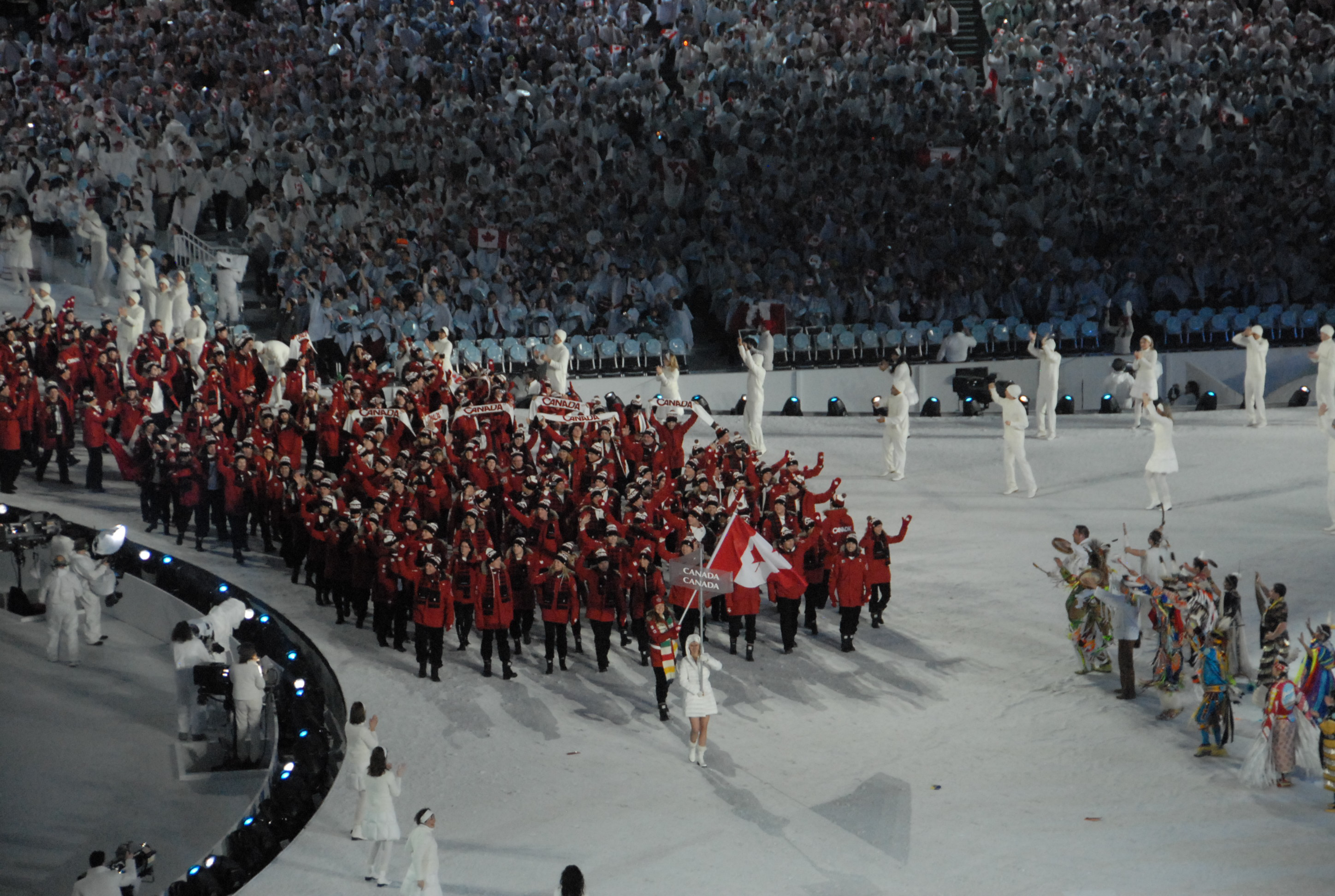
De Canadese ploeg tijdens de openingsceremonie

Op de Olympische Winterspelen 2010 in het Canadese Vancouver werden op 86 onderdelen gouden, zilveren en bronzen medailles uitgereikt. In de tabel op deze pagina staat het medailleklassement.
Het IOC stelt officieel geen medailleklassement op, maar geeft desondanks een medailletabel ter informatie. In dit klassement wordt eerst gekeken naar het aantal gouden medailles, vervolgens de zilveren medailles en tot slot de bronzen medailles.

## Beschouwing
Gastland Canada eindigde als eerste in het medailleklassement met een totaal van 14 gouden medailles, het grootste aantal op de Winterspelen ooit. Het was voor het eerst sinds Oslo 1952 dat het thuisland tijdens Winterspelen het medailleklassement aanvoerde.
Net als in Turijn 2006 wist een recordaantal van 26 landen een medaille te winnen, 19 landen wonnen ten minste één gouden medaille.
Slowakije en Wit-Rusland wonnen voor het eerst een gouden medaille op de Winterspelen.
De Noorse langlaufster Marit Bjørgen won het grootst aantal medailles; vijf stuks waarvan drie keer goud en één keer zilver en brons. De Chinese shorttrackster Wang Meng deelt met Bjørgen het grootste aantal gouden medailles (3) dat iemand tijdens deze Spelen wist te winnen.

## Medailleklassement
In de tabel heeft het gastland een blauwe achtergrond. Het grootste aantal medailles in elke categorie is vetgedrukt.
| Plaats | Land             | NOC    | Goud | Zilver | Brons | Totaal |
| ------ | ---------------- | ------ | ---- | ------ | ----- | ------ |
| 1      | Canada           | CAN    | 14   | 7      | 5     | 26     |
| 2      | Duitsland        | GER    | 10   | 13     | 7     | 30     |
| 3      | Verenigde Staten | USA    | 9    | 15     | 13    | 37     |
| 4      | Noorwegen        | NOR    | 9    | 8      | 6     | 23     |
| 5      | Zuid-Korea       | KOR    | 6    | 6      | 2     | 14     |
| 6      | Zwitserland      | SUI    | 6    | 0      | 3     | 9      |
| 7      | China            | CHN    | 5    | 2      | 4     | 11     |
| 7      | Zweden           | SWE    | 5    | 2      | 4     | 11     |
| 9      | Oostenrijk       | AUT    | 4    | 6      | 6     | 16     |
| 10     | Nederland        | NED    | 4    | 1      | 3     | 8      |
| 11     | Rusland          | RUS    | 3    | 5      | 7     | 15     |
| 12     | Frankrijk        | FRA    | 2    | 3      | 6     | 11     |
| 13     | Australië        | AUS    | 2    | 1      | 0     | 3      |
| 14     | Tsjechië         | CZE    | 2    | 0      | 4     | 6      |
| 15     | Polen            | POL    | 1    | 3      | 2     | 6      |
| 16     | Italië           | ITA    | 1    | 1      | 3     | 5      |
| 17     | Slowakije        | SVK    | 1    | 1      | 1     | 3      |
| 17     | Wit-Rusland      | BLR    | 1    | 1      | 1     | 3      |
| 19     | Groot-Brittannië | GBR    | 1    | 0      | 0     | 1      |
| 20     | Japan            | JPN    | 0    | 3      | 2     | 5      |
| 21     | Kroatië          | CRO    | 0    | 2      | 1     | 3      |
| 21     | Slovenië         | SLO    | 0    | 2      | 1     | 3      |
| 23     | Letland          | LAT    | 0    | 2      | 0     | 2      |
| 24     | Finland          | FIN    | 0    | 1      | 4     | 5      |
| 25     | Estland          | EST    | 0    | 1      | 0     | 1      |
| 26     | Kazachstan       | KAZ    | 0    | 1      | 0     | 1      |
| Totaal | Totaal           | Totaal | 86   | 87 *   | 85 *  | 258    |

* Op de Biatlon 20 km individueel (m) werden twee zilveren medailles gewonnen en geen bronzen.
Medaillespiegel Olympische Spelen aller tijden · Medaillespiegel Zomerspelen aller tijden · Medaillespiegel Winterspelen aller tijden
Medaillespiegel Zomerspelen
1896 · 1900 · 1904 · 1906 · 1908 · 1912 · 1920 · 1924 · 1928 · 1932 · 1936 · 1948 · 1952 · 1956 · 1960 · 1964 · 1968 · 1972 · 1976 · 1980 · 1984 · 1988 · 1992 · 1996 · 2000 · 2004 · 2008 · 2012 · 2016 · 2020 · 2024

Medaillespiegel Winterspelen

1924 · 1928 · 1932 · 1936 · 1948 · 1952 · 1956 · 1960 · 1964 · 1968 · 1972 · 1976 · 1980 · 1984 · 1988 · 1992 · 1994 · 1998 · 2002 · 2006 · 2010 · 2014 · 2018 · 2022
Alpineskiën · Biatlon · Bobsleeën · Curling · Freestyleskiën · Kunstrijden · Langlaufen · Noordse combinatie · Rodelen · Schaatsen · Schansspringen · Shorttrack · Skeleton · Snowboarden · IJshockey